# 2013-as DTM-szezon
A 2013-as Deutsche Tourenwagen Masters-szezon volt a bajnokság tizennegyedik szezonja a sorozat 2000-es visszatérése óta. Bruno Spengler világbajnoki, a BMW konstruktőri, a BMW Team Schnitzer pedig csapat bajnoki címvédőként kezdte meg a szezont.

## Csapatok és versenyzők
| Gyártó        | Autó                     | Csapat              | #  | Versenyző          | Versenyek |
| ------------- | ------------------------ | ------------------- | -- | ------------------ | --------- |
| BMW           | BMW M3 DTM               | BMW Team Schnitzer  | 1  | Bruno Spengler     | összes    |
| BMW           | BMW M3 DTM               | BMW Team Schnitzer  | 2  | Dirk Werner        | összes    |
| BMW           | BMW M3 DTM               | BMW Team RBM        | 7  | Augusto Farfus     | összes    |
| BMW           | BMW M3 DTM               | BMW Team RBM        | 8  | Joey Hand          | összes    |
| BMW           | BMW M3 DTM               | BMW Team RMG        | 15 | Martin Tomczyk     | összes    |
| BMW           | BMW M3 DTM               | BMW Team RMG        | 16 | Andy Priaulx       | összes    |
| BMW           | BMW M3 DTM               | BMW Team MTEK       | 21 | Marco Wittmann     | összes    |
| BMW           | BMW M3 DTM               | BMW Team MTEK       | 22 | Timo Glock         | összes    |
| Mercedes-Benz | DTM AMG Mercedes C-Coupé | HWA Team            | 3  | Gary Paffett       | összes    |
| Mercedes-Benz | DTM AMG Mercedes C-Coupé | HWA Team            | 4  | Roberto Merhi      | összes    |
| Mercedes-Benz | DTM AMG Mercedes C-Coupé | HWA Team            | 9  | Christian Vietoris | összes    |
| Mercedes-Benz | DTM AMG Mercedes C-Coupé | HWA Team            | 10 | Robert Wickens     | összes    |
| Mercedes-Benz | DTM AMG Mercedes C-Coupé | Mücke Motorsport    | 17 | Daniel Juncadella  | összes    |
| Mercedes-Benz | DTM AMG Mercedes C-Coupé | Mücke Motorsport    | 18 | Pascal Wehrlein    | összes    |
| Audi          | Audi RS5 DTM             | Team Rosberg        | 5  | Edoardo Mortara    | összes    |
| Audi          | Audi RS5 DTM             | Team Rosberg        | 6  | Filipe Albuquerque | összes    |
| Audi          | Audi RS5 DTM             | Abt Sportsline      | 11 | Mattias Ekström    | összes    |
| Audi          | Audi RS5 DTM             | Abt Sportsline      | 12 | Jamie Green        | összes    |
| Audi          | Audi RS5 DTM             | Phoenix Racing      | 19 | Mike Rockenfeller  | összes    |
| Audi          | Audi RS5 DTM             | Phoenix Racing      | 20 | Miguel Molina      | összes    |
| Audi          | Audi RS5 DTM             | Audi Sport Team Abt | 23 | Timo Scheider      | összes    |
| Audi          | Audi RS5 DTM             | Audi Sport Team Abt | 24 | Adrien Tambay      | összes    |

### Változások
- Miután 2012-ben csak hat autóval indult a BMW, az Audikoz és a Mercedeshez hasonlóan 2013-ban már nyolc autóval vág neki a szezonnak.[1] Az új csapat neve Team MTEK lesz.[3]
- A Mercedes eredetileg nyolc autóval indult volna a bajnokságban, de ezt később hatra módosították, mert a Persson Motorsport elhagyta a sorozatot.[5]

### Átigazolások
Csapatváltások
- Jamie Green nyolc szezon után elhagyja a Mercedest és az Audihoz csatlakozik.[8]
- Andy Priaulx és Joey Hand csapatot cserélnek, Hand megy a Team RBM-hez, míg Priaulx a Team RMG-hez.[2]

Új pilóták
- A BMW teszt versenyzője[10] Marco Wittmann a 2013-as szezontól versenyzőként fog szerepelni a Team MTEK csapat tagjaként.[3]
- Timo Glock elhagyva a Formula–1-et, csatlakozott a DTM sorozatba a BMW versenyzőjeként.[4] Glock a Team MTEK csapat versenyzője lesz.[2]
- Daniel Juncadella csatlakozik a DTM-hez a Mercedes csapat tagjaként.[5]
- Pascal Wehrlein veszi át Ralf Schumacher helyét a Mücke Motorsport-nál.[6]

Távozó pilóták
- David Coulthard három, Susie Wolff hét szezon után elhagyja a Mercedest és befejezik DTM-es pályafutásukat.[11][12]
- Rahel Frey, aki 2011-ben és 2012-ben az Audi versenyzőjeként szerepelt a DTM-ben, elhagyja a sorozatot és csatlakozik az Audi GT programjába.[9]
- Ralf Schumacher nevezve lett a 2013-as szezonra,[5] de 2013. március 15-én bejelentette, hogy visszavonul a versenyzéstől.[6]

## Versenynaptár és eredmények
| #  | Pálya                                       | Dátum          | Pole-pozíció       | Leggyorsabb kör    | Győztes versenyző | Győztes csapat     | Győztes gyártó   |
| -- | ------------------------------------------- | -------------- | ------------------ | ------------------ | ----------------- | ------------------ | ---------------- |
| 1  | Hockenheimring, Baden-Württemberg           | Május 5.       | Timo Scheider      | Augusto Farfus     | Augusto Farfus    | BMW Team RBM       | BMW              |
| 2  | Brands Hatch, Kent                          | Május 19.      | Mike Rockenfeller  | Gary Paffett       | Mike Rockenfeller | Phoenix Racing     | Audi             |
| 3  | Red Bull Ring, Spielberg                    | Június 2.      | Bruno Spengler     | Marco Wittmann     | Bruno Spengler    | BMW Team Schnitzer | BMW              |
| 4  | EuroSpeedway Lausitz, Brandenburg           | Június 16.     | Christian Vietoris | Mike Rockenfeller  | Gary Paffett      | HWA Team           | Mercedes         |
| 5  | Norisring, Nürnberg                         | Július 14.     | Robert Wickens     | Christian Vietoris | Nincs győztes[1]  | Nincs győztes[1]   | Nincs győztes[1] |
| 6  | Moscow Raceway, Volokolamszk                | Augusztus 4.   | Mike Rockenfeller  | Adrien Tambay      | Mike Rockenfeller | Phoenix Racing     | Audi             |
| 7  | Nürburgring, Rajna-vidék-Pfalz              | Augusztus 18.  | Augusto Farfus     | Pascal Wehrlein    | Robert Wickens    | HWA Team           | Mercedes         |
| 8  | Motorsport Arena Oschersleben, Szász-Anhalt | Szeptember 15. | Jamie Green        | Joey Hand          | Augusto Farfus    | BMW Team RBM       | BMW              |
| 9  | Circuit Park Zandvoort, Noord-Holland       | Szeptember 29. | Marco Wittmann     | Marco Wittmann     | Augusto Farfus    | BMW Team RBM       | BMW              |
| 10 | Hockenheimring, Baden-Württemberg           | Október 20.    | Bruno Spengler     | Christian Vietoris | Timo Glock        | BMW Team MTEK      | BMW              |

Megjegyzés
↑ 1:  Mattias Ekström kizárásra került, mert a verseny után megszegte a parc fermé szabályokat. Ezt követően az Abt Sportsline fellebbezett a Német Motorsport Egyesületnél, de az ítélet megerősítést nyert, azonban a versenyzők nem kerültek előrébb a verseny végeredményét tekintve.

### Versenynaptár változások
- A 2013-as szezonban a DTM első alkalommal látogatott el Oroszországba, a versenyt a Moscow Raceway-en tartották augusztusban.
- A bajnokságba nem beleszámító versenyt, melyet a müncheni Olimpiai Stadionban tartottak, 2011 és 2012 után ebben az évben már nem került megrendezésre.
- A versenyt a spanyolországi Circuit Ricardo Tormo pályán - amely szerepelt 2011-ben és 2012-ben is - megszüntették.

## Bajnokság végeredménye

### Pontozási rendszer
Pontot az első tíz helyezett kap az alábbiak szerint:
| Helyezés | 1. | 2. | 3. | 4. | 5. | 6. | 7. | 8. | 9. | 10. |
| Pontok   | 25 | 18 | 15 | 12 | 10 | 8  | 6  | 4  | 2  | 1   |

### Versenyzők
| Helyezés | Versenyző          | HOC | BRH | RBR | LAU | NOR | MOS | NÜR | OSC | ZAN | HOC | Pontok |
| -------- | ------------------ | --- | --- | --- | --- | --- | --- | --- | --- | --- | --- | ------ |
| 1        | Mike Rockenfeller  | 8   | 1   | 4   | 2   | 5   | 1   | 4   | 2   | 2   | 16  | 142    |
| 2        | Augusto Farfus     | 1   | Ki  | 6   | 12  | 16  | 3   | 2   | 1   | 1   | 11  | 116    |
| 3        | Bruno Spengler     | 5   | 2   | 1   | 7   | 6   | 19  | 14  | 21† | 20  | 3   | 82     |
| 4        | Christian Vietoris | 3   | 8   | 7   | 3   | 3   | 10  | 3   | 18  | 15  | 7   | 77     |
| 5        | Robert Wickens     | Ki  | 3   | 12  | 4   | 2   | 12  | 1   | 22† | 16  | 18  | 70     |
| 6        | Gary Paffett       | 4   | 6   | 9   | 1   | 18† | 5   | 17  | 6   | 9   | 9   | 69     |
| 7        | Mattias Ekström    | Ki  | 7   | 5   | 8   | Kiz | 2   | 13  | 7   | 4   | 4   | 68     |
| 8        | Marco Wittmann     | 9   | 4   | 2   | 21  | 10  | 15  | 7   | 12  | 5   | Kiz | 49     |
| 9        | Timo Glock         | Ki  | 13  | 3   | 14  | 13  | 16  | 18  | 15  | 18  | 1   | 40     |
| 10       | Timo Scheider      | 6   | 9   | 16  | 20  | Ki  | 9   | Ki  | 5   | 3   | 13  | 37     |
| 11       | Jamie Green        | 14  | 15  | 18  | 5   | 19† | 6   | 9   | 3   | 13  | 12  | 35     |
| 12       | Joey Hand          | 7   | 5   | Ki  | 15  | 8   | 7   | Ki  | 16  | 7   | 20  | 32     |
| 13       | Dirk Werner        | 2   | 12  | 8   | 13  | 11  | 8   | 15  | 13  | 21† | 8   | 30     |
| 14       | Adrien Tambay      | Ki  | 18  | 11  | 11  | 15  | 4   | 6   | 9   | 6   | 14  | 30     |
| 15       | Roberto Merhi      | 10  | 16  | 20  | 10  | 7   | 14  | 19  | 14  | Ki  | 2   | 26     |
| 16       | Daniel Juncadella  | 12  | 20  | 13  | 6   | 4   | 18  | Ki  | 17  | 17  | 10  | 21     |
| 17       | Miguel Molina      | 15  | 11  | 14  | 16  | 14  | Ki  | 8   | 8   | 10  | 5   | 19     |
| 18       | Filipe Albuquerque | 16  | 17  | 17  | 18  | 12  | 13  | 11  | 4   | 8   | Ki  | 16     |
| 19       | Martin Tomczyk     | 13  | 14  | Ki  | 19  | Ki  | 17  | 5   | 20  | 11  | 19  | 10     |
| 20       | Andy Priaulx       | 17  | 19  | 19  | 22  | 9   | 20  | 16  | 19  | 19  | 6   | 10     |
| 21       | Edoardo Mortara    | Ki  | 21† | 15  | 9   | 17† | Ki  | 12  | 10  | 14  | 15  | 3      |
| 22       | Pascal Wehrlein    | 11  | 10  | 10  | 17  | 20† | 11  | 10  | 11  | 12  | 17  | 3      |
| Helyezés | Versenyző          | HOC | BRH | RBR | LAU | NOR | MOS | NÜR | OSC | ZAN | HOC | Pontok |

| Szín       | Eredmény                                          |
| ---------- | ------------------------------------------------- |
| Arany      | Győztes                                           |
| Ezüst      | 2. helyezett                                      |
| Bronz      | 3. helyezett                                      |
| Zöld       | Pontot szerzett                                   |
| Kék        | Pont nélkül vagy helyezetlenül ért célba (nc, hn) |
| Lila       | Nem ért célba (ret, ki)                           |
| Piros      | Nem kvalifikálta magát (dnq, nk)                  |
| Piros      | Nem előkvalifikálta magát (dnpq, nek)             |
| Fekete     | Diszkvalifikálták (dsq, kiz)                      |
| Szürke     | Eltiltott, más pilóta versenyzett helyette (et)   |
| Fehér      | Nem indult (dns, ni)                              |
| Világoskék | Pénteki tesztpilóta (td, tp)                      |
| Üres       | Visszalépett (vi)                                 |
| Üres       | Nem gyakorolt (dnp, ne)                           |
| Üres       | Beteg vagy sérült volt (inj, bet, sér, EÜ)        |
| Üres       | Kizárt (ex, kiz)                                  |
| Üres       | Nem érkezett meg (dna, nj)                        |
| Üres       | Törölt futam (T)                                  |

- † ‑ Nem fejezte be a futamot, de rangsorolva lett, mert teljesítette a versenytáv 75%-át.

### Csapatok
| Helyezés | Csapatok Versenyzők                                              | HOC | BRH | RBR | LAU | NOR | MOS | NÜR | OSC | ZAN | HOC | Pontok |
| -------- | ---------------------------------------------------------------- | --- | --- | --- | --- | --- | --- | --- | --- | --- | --- | ------ |
| 1        | Audi Sport Team Phoenix Mike Rockenfeller / Miguel Molina        | 4   | 25  | 12  | 18  | 10  | 25  | 16  | 22  | 19  | 10  | 161    |
| 2        | BMW Team RBM Augusto Farfus / Joey Hand                          | 31  | 10  | 8   | 0   | 4   | 21  | 18  | 25  | 31  | 0   | 148    |
| 3        | STIHL / AMG Mercedes Robert Wickens / Christian Vietoris         | 15  | 19  | 6   | 27  | 33  | 1   | 40  | 0   | 0   | 6   | 147    |
| 4        | BMW Team Schnitzer Bruno Spengler / Dirk Werner                  | 28  | 18  | 29  | 6   | 8   | 4   | 0   | 0   | 0   | 19  | 112    |
| 5        | Audi Sport Team Abt Sportsline Mattias Ekström / Jamie Green     | 0   | 6   | 10  | 14  | 0   | 26  | 2   | 21  | 12  | 12  | 103    |
| 6        | EURONICS / THOMAS SABO Mercedes AMG Gary Paffett / Roberto Merhi | 13  | 8   | 2   | 26  | 6   | 10  | 0   | 8   | 2   | 20  | 95     |
| 7        | BMW Team MTEK Marco Wittmann / Timo Glock                        | 2   | 12  | 33  | 0   | 1   | 0   | 6   | 0   | 10  | 25  | 89     |
| 8        | Audi Sport Team Abt Timo Scheider / Adrien Tambay                | 8   | 2   | 0   | 0   | 0   | 14  | 8   | 12  | 23  | 0   | 67     |
| 9        | stern / AMG Mercedes Daniel Juncadella / Pascal Wehrlein         | 0   | 1   | 1   | 8   | 12  | 0   | 1   | 0   | 0   | 1   | 24     |
| 10       | BMW Team RMG Martin Tomczyk / Andy Priaulx                       | 0   | 0   | 0   | 0   | 2   | 0   | 10  | 0   | 0   | 8   | 20     |
| 11       | Audi Sport Team Rosberg Edoardo Mortara / Filipe Albuquerque     | 0   | 0   | 0   | 2   | 0   | 0   | 0   | 13  | 4   | 0   | 19     |
| Helyezés | Csapatok Versenyzők                                              | HOC | BRH | RBR | LAU | NOR | MOS | NÜR | OSC | ZAN | HOC | Pontok |

### Gyártók
| Helyezés | Gyártó   | HOC | BRH | RBR | LAU | NOR | MOS | NÜR | OSC | ZAN | HOC | Pontok |
| -------- | -------- | --- | --- | --- | --- | --- | --- | --- | --- | --- | --- | ------ |
| 1        | BMW      | 61  | 40  | 70  | 6   | 15  | 25  | 34  | 25  | 41  | 52  | 369    |
| 2        | Audi     | 12  | 33  | 22  | 34  | 10  | 65  | 26  | 65  | 58  | 22  | 347    |
| 3        | Mercedes | 28  | 28  | 9   | 61  | 51  | 11  | 41  | 8   | 2   | 27  | 266    |
| Helyezés | Gyártó   | HOC | BRH | RBR | LAU | NOR | MOS | NÜR | OSC | ZAN | HOC | Pontok |